# 陳舜俞
陳舜俞（1026年—1076年），字令舉，自號白牛居士，湖州烏程（今浙江湖州）人。

## 生平
天圣四年（1026年）出生。仁宗慶曆六年（1046年）乙科進士，授簽書壽州判官公事，充明州觀察推官、浙江天台从事，与欧阳修、苏东坡、司马光交往甚厚。嘉祐四年（1059年），取制科第一，舉材識兼茂明於體用科，授著作佐郎、簽書忠正軍節度判官公事。神宗熙寧三年（1070年）知山陰縣，拒行青苗法，降監南康軍酒稅。熙宁七年（1074年）起用，不久又罷，幾度棄官隱居於楓涇白牛村，常與太傅劉凝文遊玩江西廬山，騎白牛，故稱“白牛居士”，撰《海慧院藏经记》、《超果天台教院记》。熙寧九年（1076年），卒。司马光題〈凭吊诗〉：“海隅方万里，豪雋几何人，百沐求才尽，三薰得士新，声华四方耸，器业一朝伸，他日苍生望，非徒泽寿春。”有《都官集》三十卷，已佚。